# Weiler (Keltern)
Weiler ist ein Ortsteil der Gemeinde Keltern im Enzkreis. Weiler war einstmals eine eigenständige Gemeinde im Landkreis Pforzheim und wurde am 30. März 1972 in die neu gebildete Gemeinde Keltern eingemeindet. 

## Geographische Lage
Durch den Ort fließt von Südwesten nach Nordosten die obere Pfinz, auf deren Talgrund der Ortskern liegt, während sich die neueren Siedlungsteile auf den linken Hang und auf den Mündungssporn des Krähenbachs hinaufziehen, der in der Ortsmitte dem Fluss von Süden zuläuft. Um den Ort herum liegt eine kleinteilige Streifenflurlandschaft mit vielen Obstwiesen. 
Nächster Ort ist das Dorf Ottenhausen der Gemeinde Straubenhardt, dessen Ortsgrenze weniger als 300 Meter südlich entfernt ist, nächster anderer Teilort der eigenen Gemeinde ist Niebelsbach etwa 1,1 km im Osten.   

## Geschichte
Weiler wurde erstmals 1219 als Wilre urkundlich erwähnt. Die Kapelle St. Ägidius wurde erstmals 1508 erwähnt.
Weiler hat 1364 Einwohner. 